# Allodape mea
Allodape mea là một loài Hymenoptera trong họ Apidae. Loài này được Strand mô tả khoa học năm 1912.